# Tubulanidae
Tubulanidae es una familia de gusanos nemertinos del orden Palaeonemertea.

## Características
Los gusanos de esta familia tienen cabezas redondeadas y ligeramente aplanadas, junto con cuerpos aproximadamente cilíndricos. Además de los géneros Callinera y Carinina, los gusanos de esta familia tienen órganos sensoriales cerebrales emparejados ubicados a ambos lados de la constricción donde se unen la cabeza y el cuerpo. Algunas especies son rojas o marrones, a menudo con bandas blancas distintivas o franjas longitudinales, pero otras son pequeñas y tan translúcidas que sus órganos cerebrales pueden verse a través de la piel.

## Géneros
El Registro Mundial de Especies Marinas incluye los siguientes géneros en el grupo:
- Callinera Bergendal, 1900
- Carinesta Punnett, 1900
- Carinina Hubrecht, 1885
- Parahubrechtia Gibson & Sundberg, 1999
- Protubulanus Chernyshev, 1995
- Tubulanus Renier, 1804